# Sabelo
Sabelo es un personaje de la Farsalia de Lucano. Es uno de los soldados de Catón de Útica del cual se describe la muerte durante el pasaje del desierto líbico (el Sahara).
En particular Sabelo es mordido por una serpiente e inicia a disolverse hasta ser reducido a cenizas.
Dante Alighieri lo cita en el Infierno (XXV, v. 95) a propósito de la metamorfosis entre condenados de la fosa (bolgia) de los ladrones y serpientes, junto a Nasidio, que tuvo una muerte parecida.